# Moteur EB
Le moteur EB est un moteur thermique automobile à combustion interne produit par la Française de mécanique. À son lancement en 2013, il est prévu qu'il équipe la gamme intermédiaire du constructeur français Groupe PSA sous la dénomination commerciale PureTech.
Disponible en version atmosphérique VTI et turbocompressée e-THP, le moteur EB est un moteur essence de petite cylindrée destiné à remplacer le moteur TU ainsi que le moteur EP dans sa version atmosphérique 1.4 (EP3) et 1.6 (EP6).

## Histoire
La signification de « EB » vient de « essence » et « segment B ».
PSA aurait investi 280 millions d'euros dans ce nouveau bloc moteur.
La version atmosphérique est lancée courant de l'année 2012 sur la Peugeot 208, le bloc anticipe la norme de dépollution Euro 6.1 applicable en septembre 2014. Les versions turbo dénommées "eTHP" sont lancées en mars 2014 sur les Peugeot 308 II et Citroën C4 II. Des essais sur banc auraient été réalisés pendant 25 000 heures correspondant à plus de 1,6 million de kilomètres parcourus.
Mi-2015, dans le cadre de l'Engine Expo à Stuttgart, le 1.2 PureTech reçoit le prix du moteur de l’année dans la catégorie 1.0 à 1.4 et termine troisième toutes catégories confondues,.
Ce même moteur remporte à nouveau le prix du moteur de l'année dans sa catégorie en 2016, 2017, 2018.

### Production
Les versions atmosphériques sont d'abord produites en France à l'usine PSA de Trémery tandis que les versions suralimentées seront produites aux côtés des moteurs EP sur le site de Douvrin. Pour les besoins du marché local, une partie de la production est lancée aussi en Chine.
Fin juillet 2016, la version 1.0 (EB0), mise en production en décembre 2012, cesse d’être produite pour ses deux seules utilisatrices, la Peugeot 208 et la Citroën C3, au profit d'une version 68 ch du moteur 1.2 (EB2),.
Mi-2017, les 1.2 PureTech turbo ont été produits à plus de 850 000 unités depuis leur lancement en 2014 à Douvrin et à Xiang Yang en Chine, avant un lancement fin 2017 à Trémery. À l’horizon 2019, la production annuelle doit dépasser le million d’exemplaires annuel. Après l'achat d'Opel, PSA décide en 2018 de fabriquer également le moteur à Tychy en Pologne et à Szentgotthárd en Hongrie.
Ce moteur souffre depuis plusieurs années de plusieurs problèmes majeurs : désagrégation de la courroie de distribution et gommage de segmentation causant une surconsommation d’huile importante menant irrémédiablement au changement du moteur. Une action collective montée à l’initiative de l’association Victimes du PureTech regroupant plusieurs milliers de victimes lésées par ce moteur a été lancée en octobre 2023 contre Stellantis.

## Mécanique
Ce moteur essence exploite une architecture à trois cylindres en ligne quatre temps à refroidissement liquide. Il est doté d'une culasse aluminium à 12 soupapes avec arbres à cames en tête entraînés par une courroie de distribution humide et d'un vilebrequin 4 paliers. En 2023, le moteur est revu, et adopte désormais, sous la désignation 1.2 PureTech EB Gen 3, une distribution à chaîne. Cette nouvelle génération propose également d'autres améliorations telles qu'un fonctionnement sous cycle thermodynamique de Miller et l'adjonction d'un turbocompresseur à géométrie variable.
Un travail sur l'aérodynamisme interne de la chambre de combustion a été effectué, et le collecteur d'échappement est intégré à la culasse. Excepté la version 999 cm3 EB0, les moteurs reçoivent un arbre d'équilibrage pour limiter les vibrations.

### Technologie
Le bloc repose sur 121 brevets déposés et utilise des procédés de fabrication de pointe : pièces coulées sous pression, vilebrequin en acier et revêtement anti-friction DLC (Diamond-like carbon). L'alésage du bloc est réalisé dans la masse en aluminium. Les versions suralimentées disposent d'un turbo à fort rendement atteignant 240 000 tr/min. 
Le moteur EB de série le plus puissant de la gamme est actuellement le 1.2 PureTech de 155 ch. (ADTX)

### Comparatif versions atmosphériques
| Appellation commerciale                      | 1.0 VTI 68 ch / 1.0 PureTech 68    | 1.2 PureTech 68                    | 1.2 VTI 72 ch                       | 1.2 VTi 75 / PureTech 75           | 1.2 PureTech 75 S&S                | 1.2 VTi 82 / PureTech 82 | 1.2 PureTech 83 S&S                |
| Appellation technique                        | EB0 / EB0 F                        | EB2 FB                             | EB2 M                               | EB2 D / EB2 FD                     | EB2 FAD                            | EB2 / EB2 F | EB2 FA                             |
| Code moteur                                  | ZMZ                                | HMP                                | HMY                                 | HMU                                | HMH                                | HMZ | HMR                                |
| Utilisateurs                                 | PSA                                | PSA                                | PSA                                 | PSA                                | PSA                                | PSA | PSA                                |
| Bloc moteur                                  | Aluminium                          | Aluminium                          | Aluminium                           | Aluminium                          | Aluminium                          | Aluminium | Aluminium                          |
| Nb cylindres / soupapes                      | 3-cylindres en ligne / 12 soupapes | 3-cylindres en ligne / 12 soupapes | 3-cylindres en ligne / 12 soupapes  | 3-cylindres en ligne / 12 soupapes | 3-cylindres en ligne / 12 soupapes | 3-cylindres en ligne / 12 soupapes | 3-cylindres en ligne / 12 soupapes |
| Carburant                                    | Essence sans plomb                 | Essence sans plomb                 | Essence sans plomb                  | Essence sans plomb                 | Essence sans plomb                 | Essence sans plomb | Essence sans plomb                 |
| Type                                         | Atmosphérique + VVT (sauf EB2M)    | Atmosphérique + VVT (sauf EB2M)    | Atmosphérique + VVT (sauf EB2M)     | Atmosphérique + VVT (sauf EB2M)    | Atmosphérique + VVT (sauf EB2M)    | Atmosphérique + VVT (sauf EB2M) | Atmosphérique + VVT (sauf EB2M)    |
| Rapport volumétrique                         | 11 : 1                             | 11 : 1                             | 11 : 1                              | 11 : 1                             | 11 : 1                             | 11 : 1 | 11 : 1                             |
| Cylindrée (cm3)                              | 999,1                              | 1 199,1                            | 1 199,1                             | 1 199,1                            | 1 199,1                            | 1 199,1 | 1 199,1                            |
| Alésage/Course (mm × mm)                     | 71 x 84,1                          | 75 × 90,5                          | 75 × 90,5                           | 75 × 90,5                          | 75 × 90,5                          | 75 × 90,5 | 75 × 90,5                          |
| Modèle / Version utilisateur (non exhaustif) | - Peugeot 208 I - Citroën C3 II    | - Peugeot 208 I - Citroën C3 III   | - Peugeot 301 - Citroën C-Élysée II | - Citroën C4 Cactus                | - Peugeot 208 II - Opel Corsa F    | - Peugeot 108, 208 I, 301, 308 II, 2008 I - Citroën C1 II, C3 II, C3 III, C3 Aircross, C-Élysée II, C4 Cactus - DS 3 - Opel Crossland X | - Citroën C3 III - Peugeot 208 I   |
| Puissance max (ch CEE)                       | 68 à 6 000 tr/min                  | 68 à 5 750 tr/min                  | 72 à 5 500 tr/min                   | 75 à 5 750 tr/min                  | 75 à 5 750 tr/min                  | 82 à 5 750 tr/min | 83 à 5 750 tr/min                  |
| Puissance max (kW CEE)                       | 50 à 6 000 tr/min                  | 50 à 5 750 tr/min                  | 52 à 5 500 tr/min                   | 55 à 5 750 tr/min                  | 55 à 5 750 tr/min                  | 60 à 5 750 tr/min | 61 à 5 750 tr/min                  |
| Couple max (Nm CEE)                          | 95 à 3 000 tr/min                  | 106 à 2 750 tr/min                 | 110 à 3 000 tr/min                  | 118 à 2 750 tr/min                 | 118 à 2 750 tr/min                 | 118 à 2 750 tr/min | 118 à 2 750 tr/min                 |
| Norme de dépollution                         | Euro 5 / Euro 6b                   | Euro 6b                            | Euro 5 / Euro 6b                    | Euro 5 / Euro 6b                   | Euro 6d                            | Euro 5 / Euro 6b | Euro 6d                            |
| Années de production                         | 2012 - 2016                        | 2016 - ....                        | 2013 - 2017                         | 2013 - 2015                        | 2019 - ....                        | 2012 - 2018 | 2018 - ....                        |

### Comparatif versions suralimentées
| Appellation commerciale                      | 1.2 THP 100 ch                                                      | 1.2 THP 110 ch | 1.2 THP 130 ch | 1.2 THP 136 ch                     | 1.2 THP 155 ch                                    |
| Appellation technique                        | EB2 ADTD                                                            | EB2 DT | EB2 DTS | EB2 DTSM                           | EB2 ADTX                                          |
| Code moteur                                  | HNK                                                                 | HNZ | HNY |                                    | HNN                                               |
| Utilisateurs                                 | PSA                                                                 | PSA / Toyota | PSA / Toyota | PSA                                | PSA                                               |
| Bloc moteur                                  | Aluminium                                                           | Aluminium | Aluminium | Aluminium                          | Aluminium                                         |
| Nb cylindres / soupapes                      | 3 cylindres en ligne / 12 soupapes                                  | 3 cylindres en ligne / 12 soupapes | 3 cylindres en ligne / 12 soupapes | 3 cylindres en ligne / 12 soupapes | 3 cylindres en ligne / 12 soupapes                |
| Carburant                                    | Essence sans plomb                                                  | Essence sans plomb | Essence sans plomb | Essence sans plomb                 | Essence sans plomb                                |
| Type                                         | Suralimenté, turbocompresseur                                       | Suralimenté, turbocompresseur | Suralimenté, turbocompresseur | Suralimenté, turbocompresseur      | Suralimenté, turbocompresseur                     |
| Rapport volumétrique                         | 10,5 : 01                                                           | 10,5 : 01 | 10,5 : 01 | 10,5 : 01                          | 10,5 : 01                                         |
| Cylindrée (cm3)                              | 1 199,1                                                             | 1 199,1 | 1 199,1 | 1 199,1                            | 1 199,1                                           |
| Alésage/Course (mm × mm)                     | 75 × 90,5                                                           | 75 × 90,5 | 75 × 90,5 | 75 × 90,5                          | 75 × 90,5                                         |
| Modèle / Version utilisateur (non exhaustif) | - Peugeot 208 II, 2008 II - Opel Corsa F, Mokka II - DS 3 Crossback | - 208 I, 2008 I, 308 II, Rifter, Partner II - Citroën C3 II, C3 III, C3 Picasso, C3 Aircross, C4 Cactus, C4 II, C4 Picasso II, Berlingo II, Berlingo III - DS 3 - Opel Crossland X - Toyota ProAce City | - Peugeot 208 II, 2008 I, 2008 II, 308 II, 3008 I, 3008 II, 5008 I, 5008 II, Rifter - Citroën C3 Aircross, C4 Cactus, C4 II, C4 Picasso II, Berlingo III, C4 SpaceTourer - DS 3, 3 Crossback, 4 - Opel Crossland X, Corsa F, Mokka II, Opel Grandland X - Toyota ProAce City | - DS 4S, 5LS - Peugeot 308 S       | - Peugeot 2008 II - Opel Mokka B - DS 3 Crossback |
| Puissance max (ch CEE)                       | 102 à 5 500 tr/min                                                  | 110 à 5 500 tr/min | 130 à 5 500 tr/min | 136 à 5 500 tr/min                 | 155 à 5 500 tr/min                                |
| Puissance max (kW CEE)                       | 75 à 5 500 tr/min                                                   | 81 à 5 500 tr/min | 96 à 5 500 tr/min | 100 à 5 500 tr/min                 | 115 à 5 500 tr/min                                |
| Couple max (N m CEE)                         | 205 à 1 750 tr/min                                                  | 205 à 1 500 tr/min | 230 à 1 750 tr/min | 230 à 1 750 tr/min                 | 240 à 1 750 tr/min                                |
| Norme de dépollution                         | Euro 6c                                                             | Euro 6d | Euro 6d | Euro 5                             | Euro 6c                                           |
| Années de production                         | 2018 - ....                                                         | 2015 - .... | 2014 - .... | 2015 - ....                        | 2018 - ....                                       |

## Liste des véhicules
Ce bloc moteur est essentiellement exploité par les modèles du groupe Stellantis. 
- Peugeot : 108, 208 I et II, 2008 I et II, 301, 308 II et III, 408 II et 408 européenne, 508 II, 3008 I, II et III, 5008 I, II et III, Partner II et III, Rifter ;
- Citroën : C1 II, C3 II, III et IV, C3 Picasso et Aircross, C3 Aircross II, Citroën C3 (CC21), Citroën C3 Aircross (CC24), C-Elysée II, C4 Cactus, C4 II et III, C4X, C4 Picasso II, C5X, C5 Aircross, Berlingo II et III ;
- DS Automobiles : 3 et 3 II, 4 et 4 II, 4S, 5LS, 7 ;
- Opel : Astra L, Combo D, Corsa F, Crossland, Frontera C, Grandland A, Grandland B, Mokka II ;
- Fiat : 600, Doblò III, Grande Panda ;
- Toyota : ProAce City ;
- Jeep : Avenger ;
- Lancia : Ypsilon III ;
- Alfa Romeo : Junior ;
- MPM Motors Erelis[18] ;

## Problèmes
Le moteur 1.2 (EB2) a fréquemment rencontré des problèmes de courroie de distribution humide ainsi que de surconsommation d'huile moteur,.
En s'usant, la courroie de distribution se désagrège, et se forment des débris qui viennent colmater la crépine de filtration de l'huile moteur, réduisant ainsi la lubrification des organes du moteur, tels que le haut moteur (arbre à cames) ou la pompe à vide d'assistance au freinage,. Ce problème a causé plusieurs accidents et a entraîné un rappel de 500 000 véhicules produits de 2013 à 2017 dont 220 000 en France,,.
La surconsommation se manifesterait aux alentours des 100 000 km. Cette dernière peut avoir 2 sources : un défaut de segmentation ou un défaut du déshuileur. D'après un document interne à Stellantis (non diffusé au public), la défaillance du déshuileur ou de la segmentation est définie à partir de la consommation d'huile : pour une consommation comprise entre 0.2 et 0.5 L aux 1 000 km, il faut changer le déshuileur, tandis que pour une consommation supérieure à 0.5 L aux 1 000 km, il faut changer le moteur complet. La valeur de cette surconsommation est obtenue à l'aide d'une procédure de pesée d'huile. Les moteurs produits jusqu'en février 2023 seraient concernés. 
Bien que Stellantis semble conscient des défauts de conception, la prise en charge reste pour le moins obscure. Face à la multiplicité des pannes et comme dans le cas de Renault, une action collective est en cours de préparation contre Stellantis pour un démarrage en janvier 2024. Depuis le 19 mars 2024, le groupe a réagi en étendant la garantie à 10 ans ou 175 000 km (contre 6 ans ou 100 000 km auparavant)
En 2023, le 1.2 PureTech (EB2) subit des modifications à la suite de ces importants problèmes de courroie de distribution. Celle-ci a été remplacée par une chaîne sur certains modèles existants et équipe les nouveaux modèles du groupe Stellantis. En 2024, certaines versions des Peugeot 208, 2008 et 308 sont toujours équipées de moteur EB2 à courroie humide.
En février 2025, Stellantis lance le rappel de 68 200 Citroën C3, Peugeot 208 et Opel Corsa, pourvues du moteur 1.2 PureTech atmo de 82 ou 83 ch, produit entre octobre 2022 et octobre 2024, pour un problème de buse de refroidissement par jet d’huile.